# Gäddtjärnen (Ockelbo socken, Gästrikland)
Gäddtjärnen är en sjö i Ockelbo kommun i Gästrikland och ingår i Testeboåns huvudavrinningsområde.